# Берса-Шейх
Берса-Шейх (при рождении Дуча; чечен. Берса-Шейх; 1561, Гуни — 1623, Курчали) — средневековый религиозный, политический и военный деятель. Сыграл большую роль в исламизации чеченцев. Один из первых исламских проповедников в Чечне, являлся этническим чеченцем. Берса-Шейх происходил из тайпа курчалой.

## Генеалогия
Генеалогия курчалойцев состоит из следующих имен: из Нашхи пришёл Кушул (XII век), Курчалха, Хьанбилха, ЧӀабалха, ЧӀайха, Чергисха, Бегал, Оку, ТӀовла, Майла (Маиг), Товболат, Темболат, Тимирболат, Берса-Шайх, ТӀурло, Ӏаббас — Мохьмад-Ӏела, Муртаз-Ӏела, Айдамар, Эдалгира, Булу Ботакъа (наиб в Ичкерии — 1858 г.), Ахьматукъа.

## Биография

### Становление
Родился в 1561 году, вырос в семье матери по имени Чилла в селении Гуни (нынешний Веденский район ЧР), так как ещё до рождения отец по имени Тимирбулат (сын Тембулата) погиб. Отец матери был гунойским тамадой. До пятнадцатилетия Дуча рос в доме брата матери, Орзы.
Будучи ещё молодым, отправился в Дагестан в аул Кази-Кумух, с целью выучиться арабской грамматике; через короткое время, оказав большие успехи, он воротился домой и жил, не отличаясь особенно ничем. По другим данным он принял ислам и благодать шейха по просьбе умирающего дагестанского шейха возглавлявшего набег газиев на родное село Берсана и павшего от его руки.

### Распространение ислама
Первый аул в Ичкерии, обратившийся к исламу, был Курчали — родина Бэрсана; затем мало-по-малу стали следовать учению этому и другие окрестные аулы, в которых новый шейх начал учить народ, бывший до того, как и сам Бэрсан, без веры, без закона.

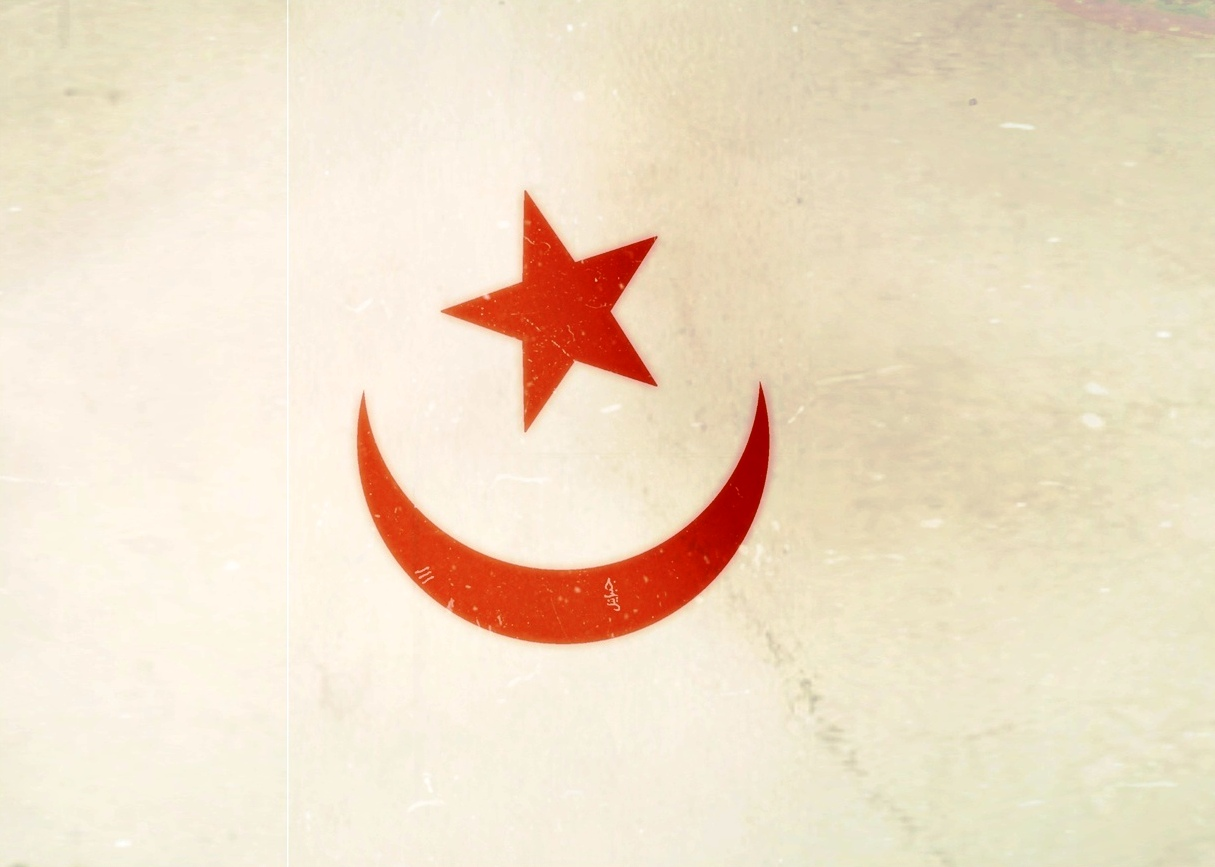
Знамя в зиярате Берса-Шейха до 1996 года.

Согласно военному историку И. Д. Попко:
В памяти чеченцев живет имя Шейха-Берсана, как ревностного проповедника Корана, природного чеченца, из племени Нахче или Нохчи. Он получил религиозное образование от улемов при гробнице Абу-Муслима, принесшую религию (пророка) в Дагестан из Аравии в восьмом или девятом веке, и почитаемого святым. Вооруженный богословской учёностью и украшенный титулом шейха, чеченец Берсан вернулся на свою родину и сделался проповедником новой веры. Влияние шейха Берсана было так сильно, что не покорявшихся его учению и не желавших роскошных благ в другом мире сами чеченцы сбрасывали с высокой скалы у аула Гуной, в глубокое ущелье Джордже-Беро (чертов овраг), откуда они должны были погрузится еще глубже в джегеннем (ад).
Умалат Лаудаев, писал «при окончательном утверждении исламизма между чеченцами, в главе народа стоял некто Берса (Берсан), Кирчалинской фамилии; он имел влияние в народе, его называли имамом и шейхом».
Чеченский историк Я. Ахмадов отмечает, что в непосредственном соседстве с Нахч-Мохком за рекой Аксай располагалась Окоцкая земля (владение Ишеримовых в XVI веке, (Ауховское общество), население которой первыми из всех нахов приняло ислам. Так, мусульманские захоронения в одном из селений общества — Гачалк, уверенно датируются XVI веком. Сам правитель Окоцкого владения Ших-мурза Ишеримов приносил московскому царю «шерть» (то есть клятву на Коране).

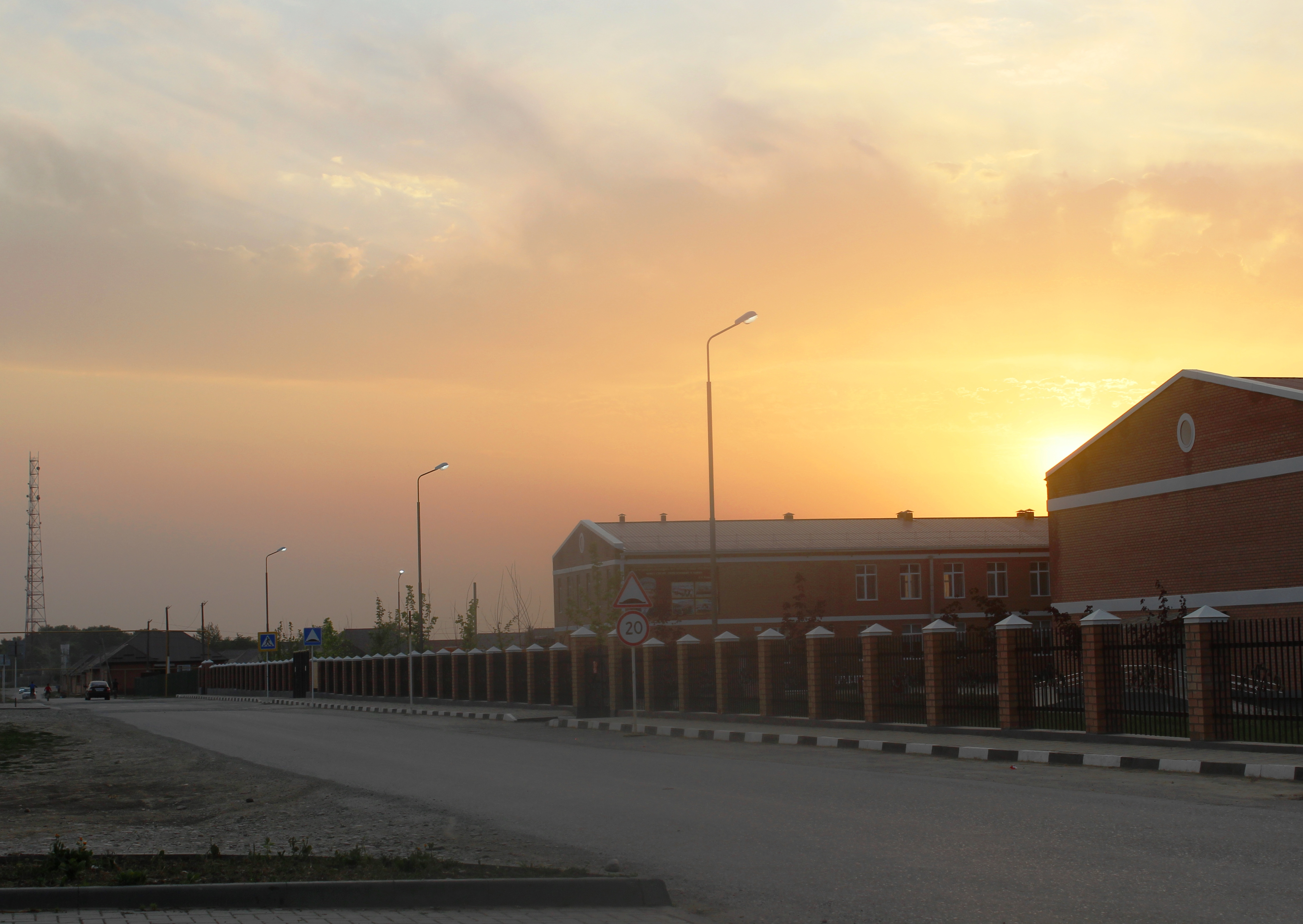
Улица им. Берса-Шейха в г. Курчалой.

По мнению Я. Ахмадова, есть неясность в том, связана ли была его деятельность с собственно принятием ислама, или же с его утверждением в Нахч-Мохке в суфийской трактовке. Также он сообщает, что по данным И. М. Попова, Берса получил право благодати шейха из рук убитого им дагестанского шейха по имени Гада, который «именем Аллаха завещал ему силу … [ своего ] слова …».
Проповедническая деятельность Берса-Шейхи носила более мирный увещательный характер, в отличие от действий его современника шейха Термаола.
Начав проповедническую деятельность, Берса-Шейх попросил свою мать Чиллу принять ислам, которая после долгих уговоров приняла новую веру. Позже ислам приняли и родственники Берса-Шейха с материнской стороны — гунойцы. Небольшая часть гунойцев отказалась принять ислам и под предводительством Орза (Оьрза) перешла реку Терек, где основала поселение «Оьрза-гIала» («Город Орзы»). Поселение находилось на месте, где сейчас расположена станица Червлённая.
Похоронен в родном селе Нижние Курчали, на своей усадьбе. Вместе с ним покоятся жена и дети его брата. Недалеко от его могилы находятся места погребения Мустап-Шейха и Жансари, жены Кунта-Хаджи. Я. Ахмадов сообщает, о арабоязычной надписи на камне, которая относится по своему стилю к XVII веку, гласящей: «Здесь [ покоится ] Берсан».

### Семья
Берсе была засватана девушка из родного аула, но он женился на женщине из тейпа Беной. Она родила Берсе сыновей ТӀурло и Аьрсамака.

## Память
В 1857 году оружие Берса-Шейха (меч, лук и стрелы с колчаном) конфисковано российскими военными в селении Курчали. Затем лук и стрелы с колчаном попали в Терский областной музей, оттуда их передали в Грозненский краеведческий музей. Они экспонировались в выставочном зале до 1994 года.
В процессе создания повести «Хаджи-Мурат» писатель Л. Н. Толстой использовал события из жизни Берса-Шейхи.
Имя Берса-Шейха носит одна из улиц села Нижние Курчали.
Его именем названа улица в городе Курчалой.
В Ножай-Юртовском районе в честь Берса-Шейха названа гора Берсан-Лам.

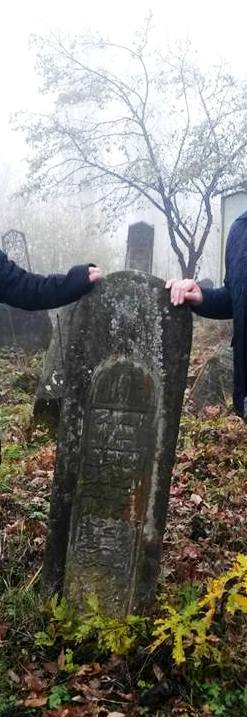
Могильный памятник в горном Курчали XIX века, на камне записано генеалогическое древо Берса-Шейха.
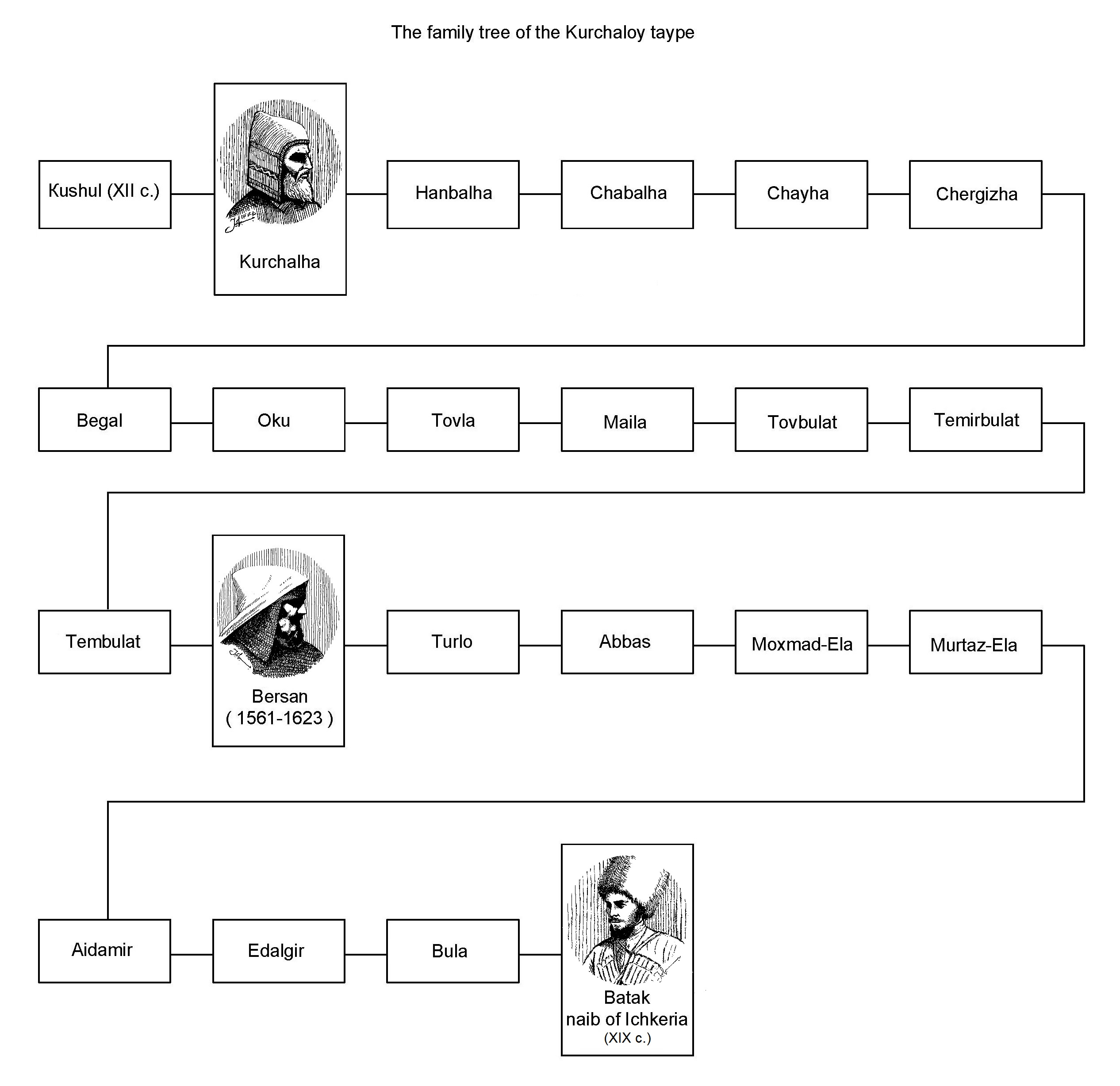
Родословная Берса-Шейха от XII века.